# Braunsia angulosa
Braunsia angulosa är en stekelart som beskrevs av Bhat och Gupta 1977. Braunsia angulosa ingår i släktet Braunsia och familjen bracksteklar. Inga underarter finns listade.